# كوم الطرفاية
قرية كوم الطرفاية هي إحدى القرى التابعة لمركز كفر الدوار في محافظة البحيرة في جمهورية مصر العربية. حسب إحصاءات سنة 2006، بلغ إجمالي السكان في كوم الطرفاية 11307 نسمة، منهم 5759 رجل و5548 امرأة.